# ییژی اشکودا
ییژی اشکودا (چکی: Jiří Škoda؛ زادهٔ ۲۷ مارس ۱۹۵۶) دوچرخه‌سوار اهل چکسلواکی بود.
وی در مسابقات کشوری و بین‌المللی در مجموع برندهٔ ۲ مدال برنز شده‌است.